# Ozero Rogovo
Ozero Rogovo (ryska: Озеро Рогово) är en sjö i Belarus.   Den ligger i voblasten Vitsebsks voblast, i den nordöstra delen av landet, 260 km nordost om huvudstaden Minsk. Ozero Rogovo ligger 170 meter över havet.
I omgivningarna runt Ozero Rogovo växer i huvudsak blandskog. Runt Ozero Rogovo är det ganska tätbefolkat, med 60 invånare per kvadratkilometer.